# Villez-sous-Bailleul
Villez-sous-Bailleul település Franciaországban, Eure megyében. Lakosainak száma 318 fő (2022. január 1.). Villez-sous-Bailleul La Chapelle-Longueville, Saint-Pierre-de-Bailleul, Saint-Étienne-sous-Bailleul, Sainte-Colombe-près-Vernon és Saint-Aubin-sur-Gaillon községekkel határos.

## Népesség
A település népessége az elmúlt években az alábbi módon változott:
| Lakosok száma | 204  | 225  | 248  | 312  | 315  | 314  | 312  | 314  | 319  | 318  |
|               | 1968 | 1982 | 1990 | 2006 | 2013 | 2015 | 2017 | 2019 | 2020 | 2022 |